# Amanda Evora
Amanda Evora (ur. 17 listopada 1984 w Nowym Jorku, Nowy Jork, Stany Zjednoczone) – amerykańska łyżwiarka figurowa, startująca w konkurencji par sportowych wraz z partnerem Markiem Ladwigiem. Razem zdobyli wicemistrzostwo USA w 2010 roku.
Od kwietnia 2010, razem z Markiem Ladwigiem, znajdują się na 17. miejscu w rankingu par sportowych Międzynarodowej Unii Łyżwiarskiej.
W parze z Markiem Ladwigiem startowała na Igrzyskach w Vancouver. W konkurencji par sportowych zajęli 10. miejsce.